# William Jaco

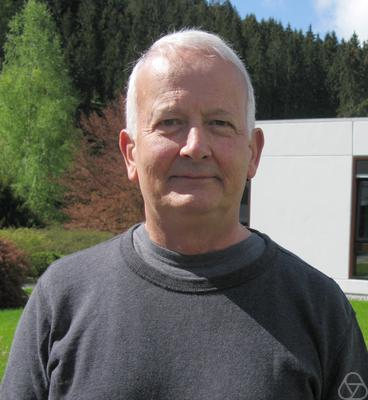
William Jaco (2012)

William Howard „Bus“ Jaco (* 14. Juli 1940 in Grafton, West Virginia) ist ein US-amerikanischer Mathematiker, der sich mit Topologie befasst.

## Leben
Jaco studierte an der Fairmont State University mit dem Bachelor-Abschluss 1962 und an der Pennsylvania State University mit dem Master-Abschluss 1964. Er wurde 1968 bei Daniel Russell McMillan an der University of Wisconsin–Madison promoviert (Constructing 3-manifolds from group homomorphisms). Von 1961 bis 1964 war er Mathematiker (im Bereich Unterwasser-Forschung) am Naval Ordnance Laboratory der US-Navy. 1968 wurde er Instructor an der University of Michigan; ab 1970 war er Assistant Professor und später Professor an der Rice University. 1982 wechselte er als Professor an die Oklahoma State University, wo er die Mathematik-Fakultät bis 1993 leitete.
1971/72 war er am Institute for Advanced Study und 1984/85 am MSRI. 2005 war er Gastprofessor an der Universität Peking. Von 1988 bis 1995 war er Executive Director der American Mathematical Society. 2012 wurde er Fellow der American Mathematical Society. Er ist seit 1978 verheiratet und hat vier Kinder.

## Forschungen
Jaco befasst sich mit niedrigdimensionaler Topologie (speziell 3-Mannigfaltigkeiten), kombinatorischer und geometrischer Gruppentheorie und Komplexitätstheorie, Algorithmen und Entscheidungsproblemen. Er ist bekannt für die JSJ-Zerlegung mit Peter Shalen und Klaus Johannson.

## Schriften
- mit Peter Shalen: Seifert fibered spaces in 3-manifolds (= Memoirs of the American Mathematical Society. 220). American Mathematical Society, Providence RI 1979, ISBN 0-8218-2220-9.
- mit Peter Shalen: Seifert fibered spaces in 3-manifolds. In: James C. Cantrell (Hrsg.): Geometric topology. Proceedings of the 1977 Georgia Topology Conference, Athens, Ga., Aug. 1–12, 1977. Academic Press, New York NY u. a. 1979, S. 91–99.
- Lectures on three-manifold topology (= Regional Conference Series in Mathematics. 43). American Mathematical Society, Providence R.I. 1980, ISBN 0-8218-1693-4.
- mit Ulrich Oertel: An algorithm to decide if a 3-manifold is a Haken manifold. In: Topology. Bd. 23, Nr. 2, 1984, S. 195–209, doi:10.1016/0040-9383(84)90039-9.
- mit Hyam Rubinstein: PL minimal surfaces in 3-manifolds. In: Journal of Differential Geometry. Bd. 27, Nr. 3, 1988, S. 493–524, (online).
- mit Jeffrey L. Tollefson: Algorithms for the complete decomposition of a closed 3-manifold. In: Illinois Journal of Mathematics. Bd. 39, Nr. 3, 1995, S. 358–406, (online).
- mit Hyam Rubinstein: 0-efficient triangulations of 3-manifolds. In: Journal of Differential Geometry. Bd. 65, Nr. 1, 2003, S. 61–168, (online).